# ネリマン・オズソイ
ネリマン・オズソイ（Neriman Özsoy、1988年7月13日 - ）は、ブルガリア・ラズグラト出身のトルコの女子バレーボール選手。

## 来歴
10代で才能を認められ、2006年にトルコ代表に初招集された。欧州チャンピオンズリーグ2007/2008ではチームのポイントゲッターとして活躍した。2008年ワールドグランプリに出場した。
2010年よりレギュラーとして活躍する。同年10-11月開催の世界選手権に出場した。2012年のワールドグランプリでは銅メダル獲得に大きく貢献した。同年のロンドンオリンピックに出場した。
2012-2013シーズンよりトルコリーグの強豪ガラタサライのエースとして活躍。木村沙織とチームメイトであった。
2017年7月、バスケットボール選手のDeniz Gençyürekと結婚。同月、日本のVプレミアリーグトヨタ車体クインシーズはネリマンの入団を発表した。2017/18シーズンのVプレミアリーグにおいては3位へ導き、得点王とベスト6を受賞した。2019-20 V.LEAGUE DIVISION1では再び得点王となった。
2020年9月、V.LEAGUE DIVISION1のNECレッドロケッツに入団し、1シーズンプレーした。
2021/22シーズンはブラジルリーグのミナスと契約した。
2022/23シーズンはデンソーエアリービーズでプレーした。

## 球歴
- ワールドグランプリ - 2008年、2012年、2013年、2014年
- 世界選手権 - 2010年、2014年
- オリンピック - 2012年
- 欧州選手権 - 2007年、2009年、2011年、2013年、2015年、2017年

## 受賞歴
- 2018年　2017/18 Vプレミアリーグ ベスト6、得点王
- 2020年　2019-20 V.LEAGUE DIVISION1 ベスト6、得点王

## 所属クラブ
- エジザージュバシュ（1999-2006年）
- カルシュヤカ・イズミル（2006-2007年）
- エジザージュバシュ・ゼンティヴァ（2007-2010年）
- アトム・トレフェル・ソポト（2010-2012年シーズン中移籍）
- ディナモ・クラスノダール（2012年）
- ガラタサライ (2012-2014年)
- イモコ・コネリアーノ（2014-2015年）
- エジザージュバシュ・ヴィトラ（2015-2017年）
- トヨタ車体クインシーズ（2017-2020年）
- NECレッドロケッツ（2020-2021年）
- ジェルダウ・ミナス（2021-2022年）
- デンソーエアリービーズ（2022-2023年）
- トゥルク・ハヴァ・ヨラーリ（2023年-）